# Lista de espera
Lista de espera és una pel·lícula cubana del 2000 dirigida per Juan Carlos Tabío. Va ser projectada a la secció Un Certain Regard del 53è Festival Internacional de Cinema de Canes.

## Argument
Cuba, principis dels anys 1990: es crea el caos en una estació d'autobusos remota d'una petita ciutat: hi ha massa gent per als pocs bitllets disponibles. Quan s'espatlla l'únic autobús en servei, alguns, ara resignats, decideixen marxar i continuar el viatge d'una altra manera; tots els altres en canvi, convençuts que tard o d'hora l'autobús podrà sortir, decideixen acampar al pati de l'estació. Durant aquesta espera, que es resultarà molt llarga, totes les persones acaben juntant-se entre elles, creant una autèntica comunitat, en un clima que es torna ràpidament familiar, alegre i amable. Amb el pas dels dies, tothom sembla haver oblidat la raó de la seva espera i ningú de l'estació vol sortir del que ara s'ha convertit en la seva llar. Però, un cop reparat l'autobús i que arribin altres vehicles al mateix temps, què passarà?

## Repartiment
- Vladimir Cruz - Emilio
- Thaimí Alvariño - Jacqueline
- Jorge Perugorría - Rolando, el cec
- Noel García - Fernandez
- Alina Rodríguez - Regla
- Saturnino García - Avelino
- Antonio Valero - Antonio
- Jorge Alí - Cristobal
- Hiran Vega - Pedro Luis
- Mijail Mulkay - Manolo
- Leandro Sen - Erick
- Saskia Guanche - Katia
- Serafín García - Santiago
- Amelia Pita - Angelina
- Assenech Rodriguez - Àvia

## Premis i nominacions
XV Premis Goyanominada al Goya a la millor pel·lícula estrangera de parla hispana.
III Festival de Màlagapremi a la millor actriu (Tahimi Alvariño)
Festival Internacional del Nou Cinema Llatinoamericà de l'Havana (2000)Premi al millor guió
Festival Internacional de Cinema de Cartagena de Indias (2001)Índia Catalina d'Or al millor actor (Jorge Perugorría)